# Prophorostoma pulchrum
Prophorostoma pulchrum är en tvåvingeart som beskrevs av Townsend 1927. Prophorostoma pulchrum ingår i släktet Prophorostoma och familjen parasitflugor. Inga underarter finns listade i Catalogue of Life.